# ショート・ピープル
「ショート・ピープル」（Short People）は、ランディ・ニューマンが1977年に発表した楽曲。

## 概要
1977年9月23日発売のアルバム『小さな犯罪者（Little Criminals）』に収録され、同年10月13日にシングルカットされた。B面は「年老いし農夫（Old Man on the Farm）」。グレン・フライ、J.D.サウザー、ティモシー・B・シュミットの3人がバッキング・ボーカルで参加している。
1978年1月28日付のビルボード・Hot 100において第2位を記録。1位こそ獲得できなかったものの、翌週と翌々週も2位をキープした。またゴールドディスクに輝いた。
ニューマンはメッセージを誤って解釈した人々から様々な脅迫を受けることとなった。そのため「ショート・ピープル」ならびにこの作品がもたらした成功をうとましく思うようになったという。
「身長の低い人たちは元から生きる理由なんかない」「手も小さい、目も小さい、鼻も小さい、歯なんか豆粒のようだ」という歌詞のあと、ブリッジで「身長の低い人たちはちょうど君たちや僕と同じだね／死ぬ日まで僕らはみんな兄弟」と歌われる。

## 演奏メンバー
- ランディ・ニューマン - リード・ボーカル、ピアノ
- クラウス・フォアマン - ベース
- ワディ・ワクテル - エレクトリック・ギター
- ジム・ケルトナー - ドラムズ
- ミルト・ホーランド - コンガ
- グレン・フライ - バッキング・ボーカル
- J.D.サウザー - バッキング・ボーカル
- ティモシー・B・シュミット - バッキング・ボーカル